# Coroa da Escócia
A Coroa da Escócia (gaélico escocês: Crùn na h-Alba) é a peça central das Honras da Escócia. É a coroa que foi usada na coroação dos monarcas da Escócia, e é a mais antiga coroa sobrevivente nas Ilhas Britânicas e entre as mais antigas da Europa.
Uma coroa deve ter sido feita durante o reinado de Roberto I da Escócia ou seu filho, David II, já que David foi ungido e coroado, assim como todos os reis Stuart subsequentes, e provavelmente foi esta nova coroa que foi remodelada na coroa atual. Refeita em sua forma atual para Jaime V em 1540, a coroa foi usada pela última vez em uma coroação para coroar Carlos II em 1651. Até 1707 a coroa estava presente na abertura de cada mandato do Parlamento da Escócia, como um símbolo da autoridade real. A coroa esteve presente em cada Cerimônia de Abertura do Parlamento Escocês desde 1999.
Feita de ouro maciço e prata, a coroa pesa 1,6 kg (3,5 lb) e é decorada com 69 pérolas escocesas de água doce e 43 pedras preciosas. Versões estilizadas da coroa aparecem na versão do brasão real do Reino Unido usado na Escócia e na cifra real escocesa de Carlos III.
A Coroa da Escócia é mantida em exibição pública na Sala da Coroa no Castelo de Edimburgo.

## Descrição
A base da Coroa da Escócia é um diadema de ouro maciço com 22 grandes pérolas e as vinte pedras preciosas da antiga coroa. Essas pérolas e pedras preciosas são colocadas em molduras com laterais em forma de folha e seções superior e inferior em prata e esmalte. Na borda superior do diadema estão quarenta semicírculos de ouro, com cada meio círculo encimado por uma sequência alternada de vinte pérolas, dez flores-de-lis douradas e dez cruzes de ouro fleury. Cada flor cruzada apresenta quatro pérolas em torno de uma pedra preciosa central.
O diadema sustenta os quatro arcos de ouro maciço da antiga coroa, cada um decorado com folhas de carvalho esmaltadas de ouro e vermelho. Os arcos são encimados por um monde de ouro, esmaltado de azul e coberto com pequenas estrelas de ouro, e encimado por uma cruz patada de ouro, realçada com esmalte preto, oito pérolas e uma grande ametista. A cifra real de Jaime V 'JR5' aparece no braço inferior da cruz no topo da coroa, esmaltada em preto. A coroa tem um gorro de veludo vermelho, com quatro ornamentos de ouro esmaltado adornados com uma pérola presa entre os quatro arcos.

## História

### Origem

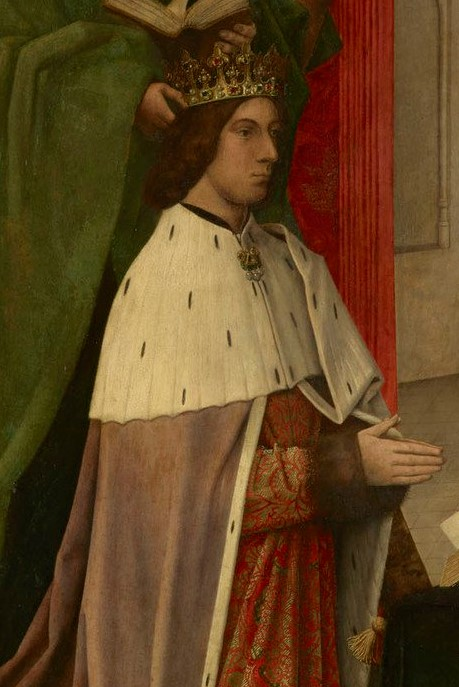

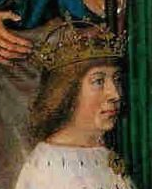
Jaime III retratado usando a Coroa da Escócia em estilo "aberto" no Retábulo da Trindade por Hugo van der Goes (c.1478–1482) (cima), e Jaime IV retratado usando o estilo "imperial" Coroa da Escócia nas Horas de Jaime IV da Escócia (c.1503) (baixo)

A representação mais antiga conhecida de um monarca escocês usando uma coroa é do reinado de Edgar (1097–1107), que foi retratado em seu Grande Selo usando uma coroa e segurando um cetro e uma espada. A primeira referência escrita à Coroa da Escócia data da abdicação de John Balliol em 1296, quando a regalia escocesa foi descrita como consistindo de um cetro, espada, coroa e anel. A coroa e outras insígnias foram apreendidas pelo exército de Eduardo I da Inglaterra em 1296 e levadas para a Inglaterra.
Após sua tomada do trono em 1306, Roberto de Bruce foi coroado na Abadia de Scone com um diadema de ouro recém-feito. O diadema foi capturado pelos ingleses após a Batalha de Methven e levado para a Inglaterra e, embora tenha sido alegado que a atual Coroa da Escócia incorpora o diadema original, não há registro de que o diadema tenha sido devolvido à Escócia e nenhum evidência para esta alegação. Uma nova coroa deve ter sido feita durante o reinado de Roberto de Bruce ou seu filho, David II, já que David foi ungido e coroado, assim como todos os reis Stuart subsequentes, e provavelmente foi essa nova coroa que foi remodelada na coroa atual. 
Desde o reinado de Edgar até o reinado de Jaime III (1460-1488), a Coroa da Escócia foi retratada como um diadema ou coroa "aberta" encimada por flores-de-lis ao redor de sua borda. A primeira evidência de uma mudança na forma da coroa aparece no final do reinado de James III, com o rei representado em uma moeda de prata de 1484 usando uma coroa imperial ou "fechada" com quatro arcos encimados por um monde e uma cruz. A ilustração mais antiga da Coroa da Escócia como uma coroa imperial data de 1503, quando Jaime IV foi retratado usando uma coroa imperial no Livro das Horas encomendado por seu casamento com Margaret Tudor. o artista morava no condado de Flandres e nunca teria visto a coroa. A Coroa da Escócia provavelmente assumiu a forma de uma coroa imperial quando foi remodelada em agosto de 1532. A coroa existente era delicada e havia sido reparada em maio de 1532, e o seria novamente no ano seguinte.

### Remodelado
Em janeiro de 1540, Jaime V contratou o ourives real, John Mosman, para remodelar a coroa. Mosman desmontou a velha coroa, removendo os quatro arcos e todas as pedras preciosas e pérolas. O diadema da velha coroa foi derretido e Mosman adicionou 41 onças de ouro escocês extraído em Leadhills em Lanarkshire, que recebeu da Casa da Moeda. Mosman criou um novo diadema e o decorou com as pedras preciosas e pérolas da antiga coroa, acrescentou os quatro arcos, o monde e a cruz. Jaime V encomendou um gorro roxo e de arminho do alfaiate Thomas Arthur de Edimburgo para caber dentro da coroa. Jaime VII ordenou que a cor do capô fosse alterada para vermelho em 1685. O capô foi substituído várias vezes e o atual foi feito em 1993.

### Séculos XVI e XVII
A coroa foi usada pela primeira vez no ano de sua remodelação por Jaime V para a coroação na Abadia de Holyrood de sua segunda esposa, Maria de Guise, como rainha consorte. Posteriormente, foi usado nas coroações dos monarcas infantis Maria, Rainha dos escoceses em 1543 e Jaime VI em 1567. Na ausência de um monarca escocês residente após a União das Coroas em 1603, as Honras da Escócia foram realizadas para sessões de o Parlamento da Escócia em Edimburgo para simbolizar a presença do monarca e o consentimento real à legislação. A coroa foi usada na coroação de Carlos I na Abadia de Holyrood em 1633, e de Carlos II na igreja paroquial de Scone em 1651. Os monarcas subsequentes da Escócia apenas fizeram o juramento de coroação escocesa e nunca foram coroados na Escócia. Durante as Guerras dos Três Reinos, já tendo destruído as Joias da Coroa Inglesa, Oliver Cromwell procurou destruir a Regalia Escocesa. No entanto, as Honras da Escócia foram enterradas secretamente no Castelo de Dunnottar, Aberdeenshire, até que Carlos II foi restaurado em 1660.

### Séculos XVIII e XIX
Seguindo o Ato de União de 1707, que uniu o Reino da Escócia e o Reino da Inglaterra para formar o Reino da Grã-Bretanha, e não tendo nenhum papel cerimonial a desempenhar nos procedimentos do novo Parlamento da Grã-Bretanha em Londres, as Honras de A Escócia foi trancada no Castelo de Edimburgo. Lá eles permaneceram quase esquecidos em um baú até 1818, quando um grupo de pessoas, incluindo Sir Walter Scott, partiu para encontrá-los. Desde 1819, eles estão em exibição na Sala da Coroa do Castelo de Edimburgo, de onde são removidos apenas para ocasiões oficiais; o primeiro em 1822, quando apresentado a Jorge IV, no Palácio de Holyroodhouse durante sua visita a Edimburgo (a primeira visita à Escócia por um monarca reinante desde Carlos II em 1651).

### Séculos XX e XXI
Em 24 de junho de 1953, após a coroação na Abadia de Westminster, a Coroa da Escócia foi levada até Isabel II em uma procissão do Palácio de Holyroodhouse até a Catedral de Santo Egídio, onde as Honras da Escócia foram apresentadas ao monarca durante um Serviço Nacional de Ação de Graças.

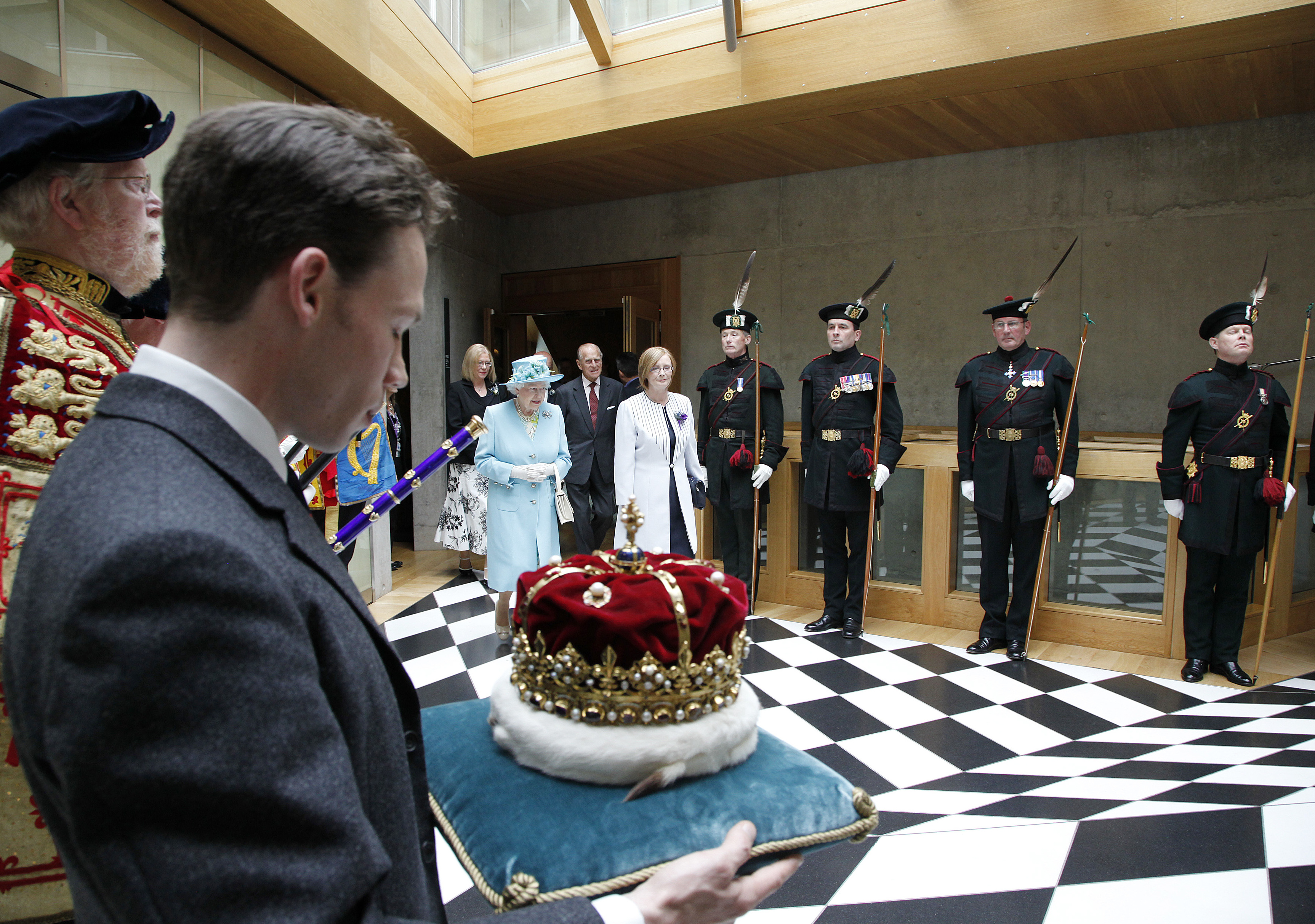
A Coroa da Escócia na Cerimônia de Abertura do Parlamento Escocês em julho de 2011, sendo realizada pelo Duque de Hamilton.

A Coroa da Escócia esteve presente nas cerimônias reais de abertura do moderno Parlamento escocês, incluindo a primeira em 1999, e a inauguração oficial do novo edifício do Parlamento escocês em Holyrood em 2004. Nessas ocasiões, a coroa, carregada pelo duque de Hamilton, o portador hereditário da Coroa da Escócia, imediatamente precede o monarca no costume da antiga procissão cerimonial de abertura conhecida como Riding of Parliament.
A Coroa da Escócia foi colocada sobre o caixão de Isabel II enquanto ela descansava na Catedral de Santo Egídio de 12 a 13 de setembro de 2022.

## Aparência na heráldica
Além de aparecer no brasão real do Reino Unido usado na Escócia, a coroa aparece na versão do brasão real do Reino Unido usado pelo Escritório da Escócia, e também apareceu nos braços usados pelo ex-executivo escocês.

As Armas Reais do Reino Unido usadas na Escócia, com a Coroa da Escócia.

Versões estilizadas da coroa aparecem na versão escocesa da cifra real de Carlos III e nos emblemas do Royal Regiment of Scotland, The Royal British Legion Scotland, the Scottish Ambulance Service, Police Scotland e, (como parte do brasão do Royal Arms), sobre os logotipos do Crown Office and Procurator Fiscal Service, RCAHMS e General Register Office for Scotland.
Uma versão da coroa é usada nas instalações do Royal Mail, veículos e pilares escoceses, luminárias e caixas de parede, e uma placa de inserção de metal mostrando a Coroa da Escócia também aparece nas cabines telefônicas vermelhas modelo K6 na Escócia.
De 1927 até sua abolição em 1975, as armas do Conselho do Condado de Kincardineshire apresentavam a coroa, junto com a espada e o cetro, acima da representação artística do Castelo de Dunnottar, para marcar o status do condado como o esconderijo do século XVII das Honras da Escócia durante as Guerras dos Três Reinos.
A Coroa da Escócia também aparece em bandeiras marítimas, incluindo a Bandeira Azul de navios pertencentes à Marinha da Escócia (Divisão de Conformidade) e nos burgueses de certos clubes náuticos reais na Escócia, incluindo, por exemplo, o do Royal Scottish Motor Yacht Club.
De 1968 a 2008, o reverso da moeda de cinco pence, cunhada para circulação em todo o Reino Unido, apresentava o emblema real da Escócia - um cardo encimado pela Coroa da Escócia.
A coroa, como um componente do emblema real da Escócia ('A Thistle Royally Crowned'), apareceu em uma série 'Regional' de selos pré-decimais definitivos do Royal Mail de 1958 a 1970.
Em 2003, uma nova coroa foi feita para o Lord Lyon King of Arms, modelada na Coroa da Escócia. Esta coroa tem arcos removíveis (como uma das coroas da falecida Rainha Mãe) que serão removidos nas coroações para evitar qualquer indício de lèse-majesté.

## Galeria

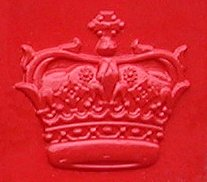
Uma representação da Coroa da Escócia encontrada em caixas de correio Royal Mail de ferro fundido na Escócia.
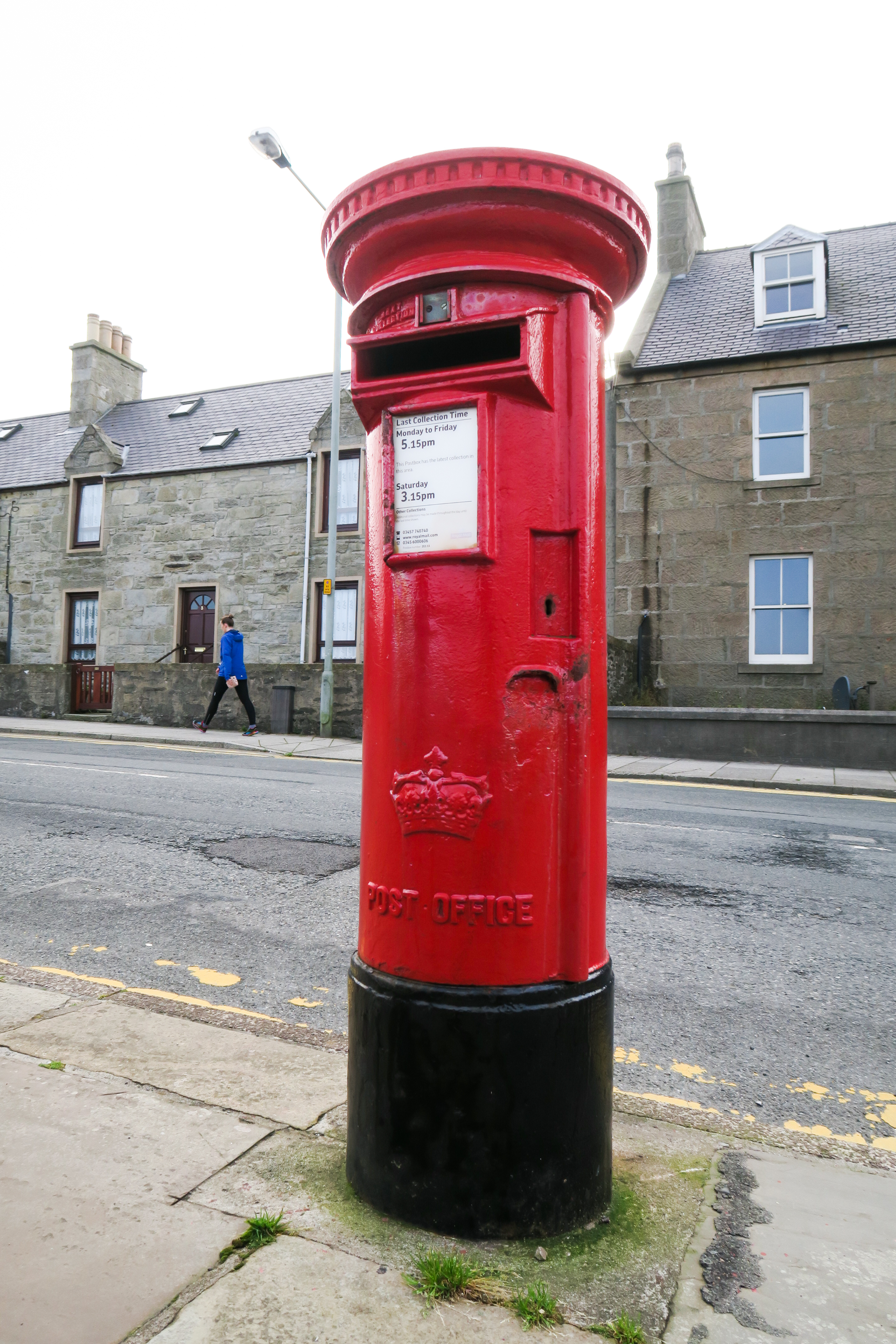
Pillar Box em Lerwick, Shetland, mostrando a Coroa da Escócia.
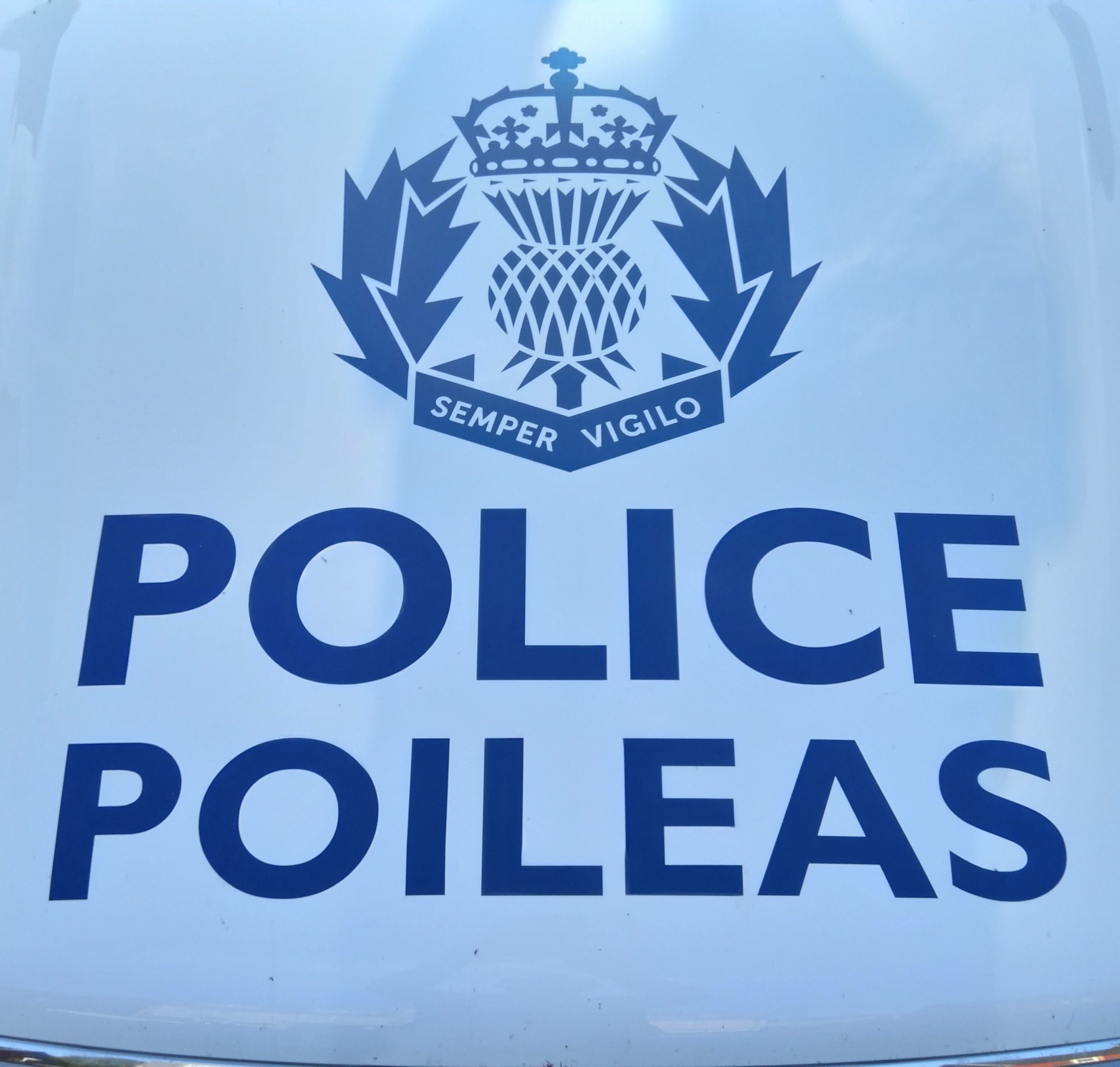
Decalque do veículo da polícia da Escócia mostrando uma versão estilizada do emblema real da Escócia: um cardo encimado pela Coroa da Escócia.
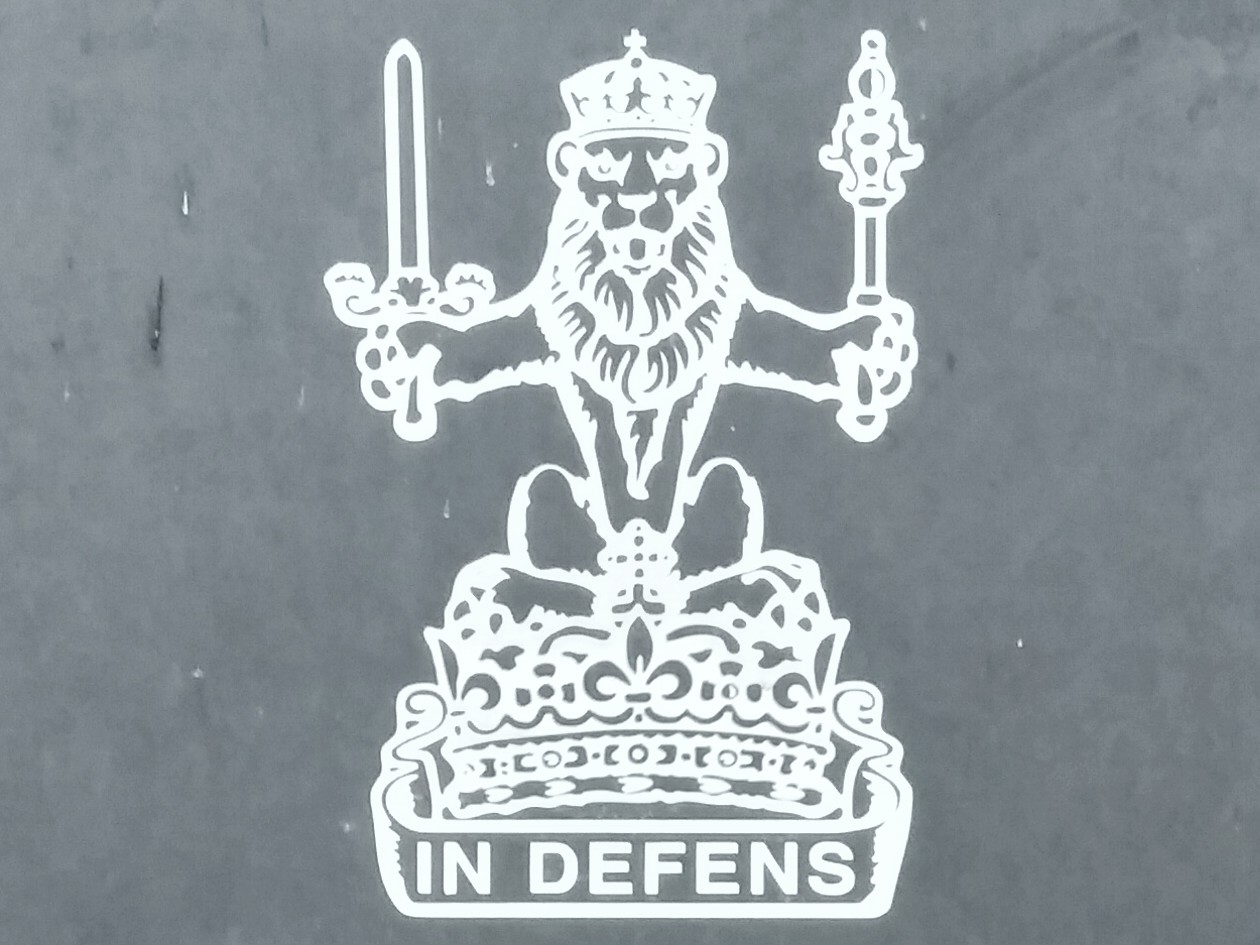
Crista das (históricas) Armas Reais da Escócia e das Armas Reais do Reino Unido usadas na Escócia; o leão do rei dos escoceses no topo da coroa da Escócia, portando as honras da Escócia. Lema: EM DEFESA
A cifra real escocesa de Carlos III.